# Schönthal (Németország)
Schönthal település Németországban, azon belül Bajorországban. Lakosainak száma 1971 fő (2023. december 31.).

## Népesség
A település népessége az elmúlt években az alábbi módon változott:
| Lakosok száma | 402  | 589  | 582  | 1894 | 1993 | 1979 | 1964 | 1954 | 1956 | 1971 |
|               | 1875 | 1950 | 1975 | 1987 | 2012 | 2014 | 2016 | 2017 | 2021 | 2023 |